# 1945年の映画
1945年の映画（1945ねんのえいが）では、1945年（昭和20年）の映画分野の動向についてまとめる。
1944年の映画 - 1945年の映画 - 1946年の映画

## 出来事

### 世界
- 9月 - ロベルト・ロッセリーニの『無防備都市』が公開、イタリアン・リアリズム（ネオレアリズモ）が始まる[1][2]。
- 9月19日 - 起業家エリック・ジョンストン、アメリカ映画協会（MPAA）〔就任当時は「アメリカ映画製作者配給者協会（Motion Picture Producers and Distributors of America）」〕会長に就任[3][4][5]、アメリカ映画輸出協会（MPEA）会長にも就任[5]。

### 日本
- 戦火で焼失する映画館、逐次増加[6]。1月・5館、2月・3館、3月・106館、4月・55館、5月・47館、6月・84館、7月・140館、8月・74館[6][注 1]。
- 1月
  - 松竹太秦撮影所失火[6]。
  - 1月26日 - 映写用炭素棒[7]、一部製造中止[8]。
  - 1月27日 - 東京・新富町にある松竹本社が米軍の直撃弾を受け、即死6名・負傷者30名[1][9]。
- 2月
  - 情報局国民映画賞、『加藤隼戦闘隊』（総裁賞）、『雷撃隊出動』、『野戦軍楽隊』[10]、『雛鷲（）の母』[11]受賞[6]。
  - 映配九州本部倉庫、失火により全焼。プリント（ポジフィルム[12]）の被害甚大[6]。
  - 2月1日 - フィルム事情悪化のため、映画館の4割に映画が配給されなくなる[13]。2月3日、同様にニュース映画が2週間ごとの更新になった[9][13]。
  - 2月2日 - 「大東亜映画選定褒章制度」、映画協会で設定[8]。
  - 2月5日 - 『海の虎』（春原政久監督）、情報局国民映画に選定[8]、8日封切[14]。
  - 2月15日 - 大映直営浜松映画劇場、空襲のため焼失[8]。
- 3月
  - 文部大臣賞、『加藤隼戦闘隊』（特賞）、『あの旗を撃て』、『轟沈』、『爆風と弾片』（ドキュメンタリー）受賞[6]。
  - 大東亜映画賞、『あの旗を撃て』、『狼煙は上海に揚る』[15]、『萬世流芳（）』[16]受賞[6]。
  - 映画雑誌『映画評論』・『新映画』・『日本映画』の3誌、空襲による印刷製本の機能破壊で発行不能[1]。
  - 3月9日 - 東宝、大阪・梅田映画劇場と南街映画劇場を吸収合併[17]。
  - 3月10日
    - 東京大空襲で映画館45館が焼失する[9]。
    - 東京八丁堀・大映別館、空襲のため焼失[8]。

  - 3月13日
    - 大阪大空襲[17]。
    - 大阪道頓堀・大阪朝日座[18]、大阪・四貫島大映劇場、空襲のため焼失[8]。

  - 3月19日 - 名古屋・常楽館 (休止館)、空襲のため焼失[8]。
- 4月
  - 日映練馬撮影所、戦災により焼失[6]。
  - 4月1日 - 入場税率改正、1円未満100%、1円以上200%[19]。
  - 4月13日 - 京都・東舞鶴大映劇場、疎開命令により休止[8]。
  - 4月24日 - 大日本映画製作（大映）の直営館29館、日本活動写真（日活）への譲渡成立調印[17][20] [注 2]。日活の劇場数は合計90館になる[20] [注 3]。
- 5月
  - 5月1日 - 大日本映画製作（大映）の直営館3館（浅草電気館・麻布大映劇場・京都京極映画劇場）、松竹へ譲渡[8]。
  - 5月17日 - 『生ける椅子』（野淵昶監督）、情報局国民映画に選定[8]、同日封切[23]。
  - 5月24日 - 東宝、東京世田谷・砧撮影所に多数の焼夷弾が落下したが被害は僅か[17]。
  - 5月25日 - 大日本映画製作（大映）の本社4階[注 4]、空襲のため焼失[8]。
- 6月
  - 6月1日 - 映画公社発足[24]。それまでのあらゆる統制団体(大日本映画協会、映画配給社など)は解散[19]。
- 7月
  - 7月1日 - 大映所有の大阪老松座、空襲のため焼失[8]。
  - 7月22日 - 『最後の帰郷』（監督：田中重雄、吉村廉）、情報局国民映画に選定[8]、26日封切[25]。
- 8月
  - 8月6日 - 俳優・丸山定夫、女優・園井恵子ら、広島原爆による戦災死[24]。
  - 8月15日
    - 日本全国で映画館は僅か850館しか残っていなかった[26][注 5]。戦災で焼失した映画館は日本全国で513館[1][24]。終戦後1週間は上映する映画も無かったので休館となった[26][1][注 6]。
    - 決戦非常措置により閉鎖した高級劇場再開、劇映画の一部、文化映画、時事映画の配給全部停止[6]。
    - 松竹、直営館数が前年（1944年）7月には110館であったが、戦災による焼失・破損のため35館に激減[28]。

  - 8月30日 - 松竹、戦後封切り第1作『伊豆の娘たち』（五所平之助監督）公開[29][5][注 7]。
- 9月
  - 映画監督・島津保次郎死去[6]。
  - 9月10日 - 新聞・映画・通信に対する一切の制限撤廃に関するGHQ（連合国軍最高司令官総司令部）覚書発表[19]。新たな検閲の権限はCIE（民間情報教育局）に委譲[19]。
  - 9月13日 - 大阪・梅田映画劇場再オープン[24]。
  - 9月22日 - 日本映画界の代表、城戸四郎・森岩雄・菊池寛などが日本放送協会の6階に呼ばれ、GHQ情報頒布（）部（IDS、のちの民間情報教育局CIE）からチャンバラ映画禁止などの映画製作の方針が通達された[30][31][32]。邦画代表者の反対意見は受け入れられなかった[33]。
  - 9月27日 - 映画製作についての統制撤廃に関するGHQ覚書[34]発表[35]。
- 10月
  - 戦後映画第1作『そよかぜ』公開[36]。主題歌「リンゴの唄」（歌唱:並木道子ほか）ヒット[36]。
  - 10月3日 - 社団法人日本映画社解散[19][8]。
  - 10月16日 - 映画企業に対する日本政府の統制の撤廃に関するCIE（民間情報教育局）覚書発表[19]。
- 11月
  - 映画の自由配給開始[9]。
  - 11月16日 - 反民主々義映画・演劇の除去に関するGHQ覚書発表[35]。『宮本武蔵』（松竹、溝口健二監督）[37]など227本が非民主主義的として上映禁止[38][注 8]。
  - 11月27日 - 日本活動写真株式会社が日活株式会社に[9][20]、大日本映画製作株式会社は大映株式会社に名称変更[19][9]。
  - 11月30日 - 映画公社解散[35][注 9]。
- 12月
  - 情報局廃止[38]。
  - 日活、堀久作社長就任[39]。
  - 入場税撤廃運動起きる[8]。
  - 12月1日 - 映画製作者連合会(映連)発足[40][注 10]。松竹・東宝・大映の劇映画3社とニュース短篇教育映画4社で構成[40]。
  - 12月26日 - 映画法廃止[19][1]。
  - 12月29日 - 株式会社日本映画社設立[19][38][矛盾 ⇔ 日本映画社]。

## 周年
- 創業50周年
  - 松竹

## 日本の映画興行
- 入場料金（大人） 
  - 95銭 → 1円50銭（東京の邦画封切館）[32]
- 入場者数 4億人[41]

| 映画製作会社 | 公開本数 |
| ------------ | -------- |
| 松竹         | 5        |
| 東宝         | 1        |
| 大映         | 6        |
| 合計         | 12       |

出典：『映画統計資料 : 昭和21年1月-30年12月(10年間)』日本映画連合会、1956年、1頁。NDLJP:1694281。

## 各国ランキング

### アメリカ興行収入ランキング
| 順位 | 題名                    | スタジオ                   | 配給収入    |
| ---- | ----------------------- | -------------------------- | ----------- |
| 1.   | 母と娘                  | Hallmark                   | $16,000,000 |
| 2.   | 聖メリーの鐘            | RKO                        | $8,000,000  |
| 3.   | 哀愁の湖                | 20世紀FOX                  | $5,505,000  |
| 4.   | 白い恐怖                | ユナイテッド・アーティスツ | $4,971,000  |
| 5.   | 錨を上げて              | MGM                        | $4,779,000  |
| 6.   | 愛の決断                | MGM                        | $4,567,000  |
| 7.   | Week-End at the Waldorf | MGM                        | $4,366,000  |
| 8.   | Thrill of a Romance     | MGM                        | $4,338,000  |
| 9.   | 失われた週末            | パラマウント               | $4,300,000  |
| 10.  | サラトガ本線            | ワーナー・ブラザース       | $4,250,000  |

出典: Box Office Report -  Revenue Database - 1945 - ウェイバックマシン（2009年7月13日アーカイブ分）

## 受賞
- 第18回アカデミー賞
  - 作品賞 - 『失われた週末』（パラマウント映画）
  - 監督賞 - ビリー・ワイルダー（『失われた週末』）
  - 主演男優賞 - レイ・ミランド（『失われた週末』）
  - 主演女優賞 - ジョーン・クロフォード（『ミルドレッド・ピアース』）
- 第3回ゴールデングローブ賞
  - 作品賞 - 『失われた週末』
  - 主演女優賞 - イングリッド・バーグマン（『聖メリーの鐘』）
  - 主演男優賞 - レイ・ミランド（『失われた週末』）
  - 監督賞 - ビリー・ワイルダー（『失われた週末』）
- 第11回ニューヨーク映画批評家協会賞 - 『失われた週末』
- ヴェネツィア国際映画祭 - ※開催されず
- キネマ旬報ベストテン - ※選出されず

## 誕生
- 1月3日 - ヴィクトリア・プリンシパル、アメリカ合衆国の女優
- 1月6日 - 松原智恵子、日本の女優
- 1月18日 - おすぎ、日本の映画評論家
- 1月28日 - マルト・ケラー、スイスの女優
- 3月13日 - 吉永小百合、日本の女優
- 3月14日 - 栗原小巻、日本の女優
- 3月27日 - 宮本信子、日本の女優
- 4月19日 - 村野武範、日本の俳優
- 5月31日 - ライナー・ヴェルナー・ファスビンダー、ドイツの映画監督
- 7月6日 - 長塚京三、日本の俳優
- 7月10日 - 森功至、日本の声優
- 8月14日 - ヴィム・ヴェンダース、ドイツの映画監督
- 9月12日 - 藤田弓子、日本の女優
- 9月21日 - ジェリー・ブラッカイマー、アメリカ合衆国の映画プロデューサー
- 10月18日 - 若本規夫、日本の声優
- 10月29日 - 小栗康平、日本の映画監督
- 11月23日 - 綿引勝彦、日本の俳優（+ 2020年）
- 12月1日 - 富司純子、日本の女優

## 死去
- 3月10日 - 吉村操 日本の映画監督（* 1905年）
- 7月13日 - アラ・ナジモヴァ ロシアの女優（*1879年）
- 8月6日 - 白井戦太郎 日本の映画監督（* 1906年?）
- 8月16日 - 丸山定夫 日本の俳優（* 1901年）
- 8月19日 - 葛城文子 日本の女優（* 1878年）
- 8月21日 - 園井恵子 日本の女優（* 1913年）
- 9月18日 - 島津保次郎 日本の映画監督（* 1897年）